# Casa al carrer Santa Esperança, 4 (Granollers)
La Casa al carrer Santa Esperança, 4 és una obra de Granollers (Vallès Oriental) inclosa a l'Inventari del Patrimoni Arquitectònic de Catalunya.

## Descripció
Casa entre mitgeres, de façana estreta amb un únic eix de buits. Consta de planta baixa i dues plantes pis amb coberta de teula àrab, sobrealçada, acabada amb ràfec. La façana és plana amb arrebossat i repicat i deixa veure el mur de paredat comú. El portal de la planta baixa té llinda de fusta. A la primera planta hi ha una finestra coronella d'arc trevolat amb una fina columna a la primera planta i apaïsada a la planta segona.